# Muya
Muya (arabisch جبل موية Dschabal Mūya; auch Jabal Mayyah, Jebel Moya, Gebel Moya oder Dschebel Moya) ist ein Berg in Sudan.

## Lage
Muya liegt in der Dschazira-Ebene zwischen Blauem und Weißem Nil.

## Geschichte
Am Fuße des Berges fanden 1909–1914 Ausgrabungen statt, die etwa 3000 Gräber und Siedlungsreste freilegten (genannt site 100). Die Reste datieren von etwa 4500 v. Chr. bis 100 n. Chr. Sie sind in der Fachliteratur als Jebel Moya bekannt.
Die hier gefundene Kultur wird in drei Stufen unterteilt:
- Phase I 4500–3000 v. Chr.
- Phase II 3000–800 v. Chr.
- Phase III 800–100 v. Chr.

Die älteren Spuren (Phase I und II) deuten wohl auf eine nomadische Bevölkerung, die diesen Ort nur zeitweise aufsuchte und hier ihre Toten bestattete. Es fand sich eine einfach dekorierte Keramik, Steinwerkzeuge, Schmuck aus Straußeneiperlen sowie Spuren von Rinderhaltung.
Ab 500 v. Chr. scheint es hier zu einer Dauerbesiedlung gekommen zu sein, obwohl dies nicht mit Sicherheit gesagt werden kann und der Ort vielleicht nur als temporärer Sammel- und Bestattungsplatz von in dieser Gegend lebenden Nomaden fungierte. Es gibt Kontakte zum nubischen Reich, Eisen und glasierte Perlen sind ab nun belegt. Es ist nicht sicher, ob der Ort zu dem Machtbereich des nubischen Staates gehörte oder ob diese Objekte nur gehandelt worden sind.
Während die nubischen Kulturen im Norden Sudans stark von Ägypten beeinflusst sind, ist die Dschabal-Muya-Kultur afrikanisch geprägt, so fanden sich in vielen Gräbern unter anderem auch Labrets, die wohl durch die Lippe gebohrt wurden und im nördlichen Nubien nicht bekannt sind.